# Gran Premio del Belgio 2002
Il Gran Premio del Belgio 2002 è stato un Gran Premio di Formula 1 disputato il 1º settembre 2002 sul circuito di Spa-Francorchamps. La gara fu vinta da Michael Schumacher su Ferrari, davanti al compagno di squadra Rubens Barrichello e a Montoya su Williams - BMW.

## Vigilia

### Aspetti sportivi
Con la costruzione di una strada alternativa di collegamento tra Malmedy, Stavelot e Francorchamps, il circuito di Spa-Francorchamps divenne a tutti gli effetti un autodromo permanente, mentre in precedenza parte del tracciato era ancora utilizzata dal traffico regolare.
La Arrows si presentò in Belgio con la sola monoposto di Bernoldi (Heinz-Harald Frentzen aveva rescisso il contratto già prima della gara e citato in giudizio la squadra per morosità), ma di fatto non partecipò all'evento. Subito dopo le prove libere del venerdì giunse infatti la notizia che, sebbene DB Capital (fondo d'investimento appartenente alla Deutsche Bank e creditore di forti somme nei confronti della Arrows) avesse tolto il proprio veto alla cessione del team ad una nuova proprietà, le trattative di Tom Walkinshaw erano nuovamente finite senza esito e nelle casse societarie non c'era liquidità sufficiente neanche per pagare i motori Cosworth. In serata il personale quindi smontò le attrezzature e abbandonò platealmente il paddock.
Proprio Frentzen fu ingaggiato dalla Sauber per la stagione 2003 al posto di Felipe Massa, mentre la Toyota, insoddisfatta del rendimento dei propri piloti Salo e McNish, annunciò di aver messo sotto contratto per due anni Olivier Panis.

### Aspetti tecnici
A poche gare dal termine diverse scuderie rallentarono lo sviluppo delle proprie monoposto, cominciando a concentrarsi sulle monoposto per l'anno seguente. In assenza di novità significative, l'obiettivo principale delle scuderie fu trovare il giusto compromesso tra le elevate velocità di punta necessarie per i lunghi rettilinei del circuito belga e l'elevato carico aerodinamico richiesto dalle veloci curve del settore centrale, provando alettoni anteriori e posteriori con diversi numero di profili ed incidenza. Le novità più rilevanti furono introdotte dalla Jaguar, che montò una nuova sospensione anteriore, mentre Mercedes e Toyota portarono in gara delle versioni evolute dei propri propulsori.

## Prove libere

### Risultati
Nella prima sessione di prove di venerdì i risultati furono i seguenti:
| Pos | No | Pilota             | Costruttore        | Tempo    |
| --- | -- | ------------------ | ------------------ | -------- |
| 1   | 2  | Rubens Barrichello | Ferrari            | 1'49"009 |
| 2   | 1  | Michael Schumacher | Ferrari            | 1'49"034 |
| 3   | 3  | David Coulthard    | McLaren - Mercedes | 1'50"055 |

Nella seconda sessione di prove di venerdì i risultati furono i seguenti:
| Pos | No | Pilota             | Costruttore        | Tempo    |
| --- | -- | ------------------ | ------------------ | -------- |
| 1   | 4  | Kimi Räikkönen     | McLaren - Mercedes | 1'47"196 |
| 2   | 3  | David Coulthard    | McLaren - Mercedes | 1'47"356 |
| 3   | 1  | Michael Schumacher | Ferrari            | 1'47"403 |

Nella sessione di prove di sabato mattina i risultati furono i seguenti:
| Pos | No | Pilota             | Costruttore        | Tempo    |
| --- | -- | ------------------ | ------------------ | -------- |
| 1   | 4  | Kimi Räikkönen     | McLaren - Mercedes | 1'44"870 |
| 2   | 1  | Michael Schumacher | Ferrari            | 1'44"951 |
| 3   | 3  | David Coulthard    | McLaren - Mercedes | 1'45"407 |

## Qualifiche

### Resoconto
Michael Schumacher dominò le qualifiche, abbassando notevolmente il record sul giro del tracciato belga e staccando di quattro decimi l'avversario più vicino, Räikkönen. Il pilota finlandese avrebbe avuto il potenziale per avvicinarsi maggiormente al pilota tedesco, ma fu rallentato da un errore alla curva Pouhon e dal traffico. Barrichello ottenne il terzo tempo, precedendo i due piloti della Williams, con Ralf Schumacher davanti a Montoya, e Coulthard. Seguivano Trulli, Irvine (autore della migliore prestazione stagionale per la Jaguar), Salo e Button.
In fondo alla griglia la Sauber ebbe una sessione difficile, con Massa e Heidfeld relegati in penultima fila, davanti solo alle due Minardi.

### Risultati
| Pos | No | Pilota               | Costruttore        | Pneumatici | Tempo    | Distacco |
| --- | -- | -------------------- | ------------------ | ---------- | -------- | -------- |
| 1   | 1  | Michael Schumacher   | Ferrari            | B          | 1'43"726 |          |
| 2   | 4  | Kimi Räikkönen       | McLaren - Mercedes | M          | 1'44"150 | +0"424   |
| 3   | 2  | Rubens Barrichello   | Ferrari            | B          | 1'44"335 | +0"609   |
| 4   | 5  | Ralf Schumacher      | Williams - BMW     | M          | 1'44"348 | +0"622   |
| 5   | 6  | Juan Pablo Montoya   | Williams - BMW     | M          | 1'44"634 | +0"908   |
| 6   | 3  | David Coulthard      | McLaren - Mercedes | M          | 1'44"759 | +1"033   |
| 7   | 14 | Jarno Trulli         | Renault            | M          | 1'45"386 | +1"660   |
| 8   | 16 | Eddie Irvine         | Jaguar - Ford      | M          | 1'45"865 | +2"139   |
| 9   | 24 | Mika Salo            | Toyota             | M          | 1'45"880 | +2"154   |
| 10  | 15 | Jenson Button        | Renault            | M          | 1'45"972 | +2"246   |
| 11  | 17 | Pedro de la Rosa     | Jaguar - Ford      | M          | 1'46"056 | +2"330   |
| 12  | 11 | Jacques Villeneuve   | BAR - Honda        | B          | 1'46"403 | +2"677   |
| 13  | 25 | Allan McNish         | Toyota             | M          | 1'46"485 | +2"759   |
| 14  | 9  | Giancarlo Fisichella | Jordan - Honda     | B          | 1'46"508 | +2"782   |
| 15  | 12 | Olivier Panis        | BAR - Honda        | B          | 1'46"553 | +2"827   |
| 16  | 10 | Takuma Satō          | Jordan - Honda     | B          | 1'46"875 | +3"149   |
| 17  | 8  | Felipe Massa         | Sauber - Petronas  | B          | 1'46"896 | +3"170   |
| 18  | 7  | Nick Heidfeld        | Sauber - Petronas  | B          | 1'47"272 | +3"546   |
| 19  | 23 | Mark Webber          | Minardi - Asiatech | M          | 1'47"562 | +3"836   |
| 20  | 22 | Anthony Davidson     | Minardi - Asiatech | M          | 1'48"170 | +4"444   |

## Warm up
Nel warm up di domenica mattina i migliori tempi furono i seguenti:
| Pos | No | Pilota             | Costruttore        | Tempo    |
| --- | -- | ------------------ | ------------------ | -------- |
| 1   | 1  | Michael Schumacher | Ferrari            | 1'48"044 |
| 2   | 4  | Kimi Räikkönen     | McLaren - Mercedes | 1'49"033 |
| 3   | 3  | David Coulthard    | McLaren - Mercedes | 1'49"104 |

## Gara

### Resoconto
Al via Michael Schumacher mantenne la testa della corsa, mentre alle sue spalle Räikkönen, scattato male, fu sopravanzato da Barrichello e Montoya si portò in quarta posizione ai danni del suo compagno di squadra Ralf Schumacher. Michael Schumacher cominciò immediatamente a tenere un ritmo insostenibile per i rivali, distanziandoli notevolmente. Räikkönen, in difficoltà per via di un'errata pressione delle gomme posteriori, venne superato anche da Montoya, mentre Coulthard sorpassò Ralf Schumacher, portandosi alle spalle del compagno di squadra.
Al 15º passaggio Schumacher fece segnare il giro più veloce in gara, che rimase oltre un secondo più veloce della seconda miglior prestazione in gara, ottenuta da Barrichello una tornata più tardi. Il pilota tedesco effettuò il primo rifornimento un giro dopo, rientrando in pista in seconda posizione. Al diciassettesimo giro rifornì anche Barrichello, mentre Ralf Schumacher commise un errore e cedette la sesta posizione a Trulli. Durante la prima serie di soste ai box Räikkönen perse la quarta posizione a vantaggio del compagno di squadra, mentre Fisichella, partito con una tattica di un singolo pit stop, risalì fino alla sesta posizione. Quando anche il pilota romano si fermò ai box a rifornire, Michael Schumacher si trovava in testa davanti a Barrichello, Montoya, Coulthard, Räikkönen, Trulli, Ralf Schumacher ed Irvine. Le posizioni erano piuttosto definite e non accadde nulla fino alla seconda serie di pit stop.
Il vantaggio di Michael Schumacher su Barrichello era tale da permettere al pilota tedesco di rifornire e rientrare in pista davanti al compagno di squadra. Dietro ai due piloti della Ferrari l'ordine rimase invariato anche dopo la seconda serie di soste ai box. Nel corso del 36º passaggio, sulla McLaren di Räikkönen si ruppe il motore; pochi attimi dopo anche Trulli fu costretto al ritiro per un problema al propulsore. Ralf Schumacher risalì così in quinta posizione, mentre Irvine entrò in zona punti. Nel finale Michael Schumacher rallentò molto, facendo avvicinare Barrichello. Montoya resistette alla pressione di Coulthard nelle ultime tornate, conquistando il terzo gradino del podio. Quinto concluse Ralf Schumacher, mentre Irvine portò alla Jaguar i primi punti dalla gara d'apertura, precedendo di pochi decimi Salo.

### Risultati
| Pos      | No | Pilota               | Costruttore        | Pneumatici | Giri | Tempo/Ritiro e posizione al ritiro/Media oraria | Partenza | Punti |
| -------- | -- | -------------------- | ------------------ | ---------- | ---- | ----------------------------------------------- | -------- | ----- |
| 1        | 1  | Michael Schumacher   | Ferrari            | B          | 44   | 1h21'20"634 - 225.970 km/h                      | 1        | 10    |
| 2        | 2  | Rubens Barrichello   | Ferrari            | B          | 44   | +1"977                                          | 3        | 6     |
| 3        | 6  | Juan Pablo Montoya   | Williams - BMW     | M          | 44   | +18"445                                         | 5        | 4     |
| 4        | 3  | David Coulthard      | McLaren - Mercedes | M          | 44   | +19"357                                         | 6        | 3     |
| 5        | 5  | Ralf Schumacher      | Williams - BMW     | M          | 44   | +56"440                                         | 4        | 2     |
| 6        | 16 | Eddie Irvine         | Jaguar - Ford      | M          | 44   | +1'17"370                                       | 8        | 1     |
| 7        | 24 | Mika Salo            | Toyota             | M          | 44   | +1'17"809                                       | 9        |       |
| 8        | 11 | Jacques Villeneuve   | BAR - Honda        | B          | 44   | +1'19"855                                       | 12       |       |
| 9        | 25 | Allan McNish         | Toyota             | M          | 43   | +1 giro                                         | 13       |       |
| 10       | 7  | Nick Heidfeld        | Sauber - Petronas  | B          | 43   | +1 giro                                         | 18       |       |
| 11       | 10 | Takuma Satō          | Jordan - Honda     | B          | 43   | +1 giro                                         | 16       |       |
| 12       | 12 | Olivier Panis        | BAR - Honda        | B          | 39   | Motore (11°)                                    | 15       |       |
| Ritirato | 9  | Giancarlo Fisichella | Jordan - Honda     | B          | 38   | Motore (8°)                                     | 14       |       |
| Ritirato | 17 | Pedro de la Rosa     | Jaguar - Ford      | M          | 37   | Sospensione (8°)                                | 11       |       |
| Ritirato | 8  | Felipe Massa         | Sauber - Petronas  | B          | 37   | Motore (11°)                                    | 17       |       |
| Ritirato | 4  | Kimi Räikkönen       | McLaren - Mercedes | M          | 35   | Motore (5°)                                     | 2        |       |
| Ritirato | 14 | Jarno Trulli         | Renault            | M          | 35   | Motore (6°)                                     | 7        |       |
| Ritirato | 22 | Anthony Davidson     | Minardi - Asiatech | M          | 17   | Testacoda (18°)                                 | 20       |       |
| Ritirato | 15 | Jenson Button        | Renault            | M          | 10   | Motore (9°)                                     | 10       |       |
| Ritirato | 23 | Mark Webber          | Minardi - Asiatech | M          | 4    | Cambio (19°)                                    | 19       |       |

## Classifiche

### Piloti
| Pos. | Pilota                | Punti |
| ---- | --------------------- | ----- |
| 1    | Michael Schumacher    | 122   |
| 2    | Rubens Barrichello    | 51    |
| 3    | Juan Pablo Montoya    | 44    |
| 4    | Ralf Schumacher       | 42    |
| 5    | David Coulthard       | 37    |
| 6    | Kimi Räikkönen        | 20    |
| 7    | Jenson Button         | 11    |
| 8    | Nick Heidfeld         | 7     |
| 8    | Giancarlo Fisichella  | 7     |
| 10   | Jarno Trulli          | 4     |
| 10   | Eddie Irvine          | 4     |
| 10   | Felipe Massa          | 4     |
| 13   | Jacques Villeneuve    | 3     |
| 14   | Mark Webber           | 2     |
| 14   | Olivier Panis         | 2     |
| 14   | Mika Salo             | 2     |
| 14   | Heinz-Harald Frentzen | 2     |

### Costruttori
| Pos. | Team               | Punti |
| ---- | ------------------ | ----- |
| 1    | Ferrari            | 173   |
| 2    | Williams -BMW      | 86    |
| 3    | McLaren - Mercedes | 57    |
| 4    | Renault            | 15    |
| 5    | Sauber - Petronas  | 11    |
| 6    | Jordan - Honda     | 7     |
| 7    | BAR - Honda        | 5     |
| 8    | Jaguar - Ford      | 4     |
| 9    | Minardi - Asiatech | 2     |
| 9    | Toyota             | 2     |
| 9    | Arrows - Cosworth  | 2     |